# Mijal Hines
Mijal Hines (ur. 15 grudnia 1993) – kostarykańska siatkarka, grająca jako środkowa. Obecnie występuje w drużynie Goicoechea.